# Saint-Chéron (Marne)
Saint-Chéron é uma comuna francesa na região administrativa do Grande Leste, no departamento de Marne. Estende-se por uma área de 9.16 km², e possui 60 habitantes, segundo o censo de 2018, com uma densidade de 6.6 hab/km².